# Fritz Strassmann
Friedrich Wilhelm „Fritz” Strassmann (în germană Straßmann; n. 22 februarie 1902 – d. 22 aprilie 1980) a fost un chimist german care a identificat elementul chimic bariu, împreună cu Otto Hahn, la începutul anului 1939, în reziduul rămas după bombardarea uraniului cu neutroni. După confirmarea rezultatelor publicate, a fost demonstrat fenomenul de fisiune nucleară.